# Esther Larrañaga Galdos
Esther Larrañaga Galdos (Vergara, Guipúzcoa, 15 de mayo de 1959) política vasca, miembro de Eusko Alkartasuna. Exconsejera de Ordenación del Territorio y Medio Ambiente del Gobierno Vasco.

## Biografía
Estudió derecho en la Universidad del País Vasco, y después hizo un máster de Gestión de Empresas en la Universidad de Deusto.
De 1987 a 1990, fue directora general del Departamento de Cultura, Educación y Turismo  de la Diputación Foral de Guipúzcoa.
De 1990 a 1991, fue parlamentaria del Parlamento Vasco; de 1991 a 1993, diputada en el Congreso de los Diputados, y de 1995 a 2001, viceconsejera de Ordenación del Territorio y Medio Ambiente, en el Gobierno Vasco. De 2001 a 2005, fue  viceconsejera de Justicia, Trabajo y Seguridad Social del Gobierno vasco,  y, de 2005 a 2009 consejera de Ordenación del Territorio y Medio Ambiente del Gobierno Vasco.